# Мнёвниковская пойма
Мнёвниковская по́йма — искусственный остров на северо-западе Москвы, на территории района Хорошёво-Мнёвники. Ограничен практически со всех сторон изгибом русла реки Москва (Карамышевская излучина) и, с севера, Карамышевским гидроузлом (шлюз + гидроэлектростанция).
Площадь поймы составляет 340 га; по другим данным, 352 гектара.

## История
На территории поймы находились: деревни Терехово, Мнёвники (полностью снесены) и Посёлок Главмосстроя (о нём напоминает Проезд Главмосстроя).
Также, частично (примерно наполовину) входила деревня Карамышево, которая, при строительстве одноимённого гидроузла, разделилась на деревни Верхние Мнёвники и Нижние Мнёвники. В честь последних названа главная улица на территории поймы.
В 2010-х годах на территории поймы планировалось возвести комплекс зданий Парламентского центра, но позже от проекта отказались.
1 апреля 2021 года состоялось открытие станции Московского метрополитена «Мнёвники» Большой Кольцевой линии в составе участка «Хорошёвская» — «Мнёвники».
7 декабря 2021 года состоялось открытие станции Московского метрополитена «Терехово» Большой Кольцевой линии в составе участка «Мнёвники» — «Каховская».

## Развитие
С 2018 года ведётся интенсивная жилая и деловая застройка, c сопутствующими объектами инфраструктуры.
Кроме того, в Мнёвниковской пойме планируется построить два моста и жилой район по программе реновации.
Мосты будут соединять пойму с улицами Мясищева и Новозаводская.
Также, будет ещё два пешеходно-велосипедных моста: один из них будет соединять Мнёвниковскую пойму с Островной улицей, а другой с Парком Фили.

Предусмотрено строительство ряда спортивных объектов: 
…в Мнёвниковской пойме формируется крупный спортивный кластер. Здесь будут созданы серфинг-парк, ледовая арена, академия хоккея и другие объекты.
Ещё:
…появится коллектор длиной более 3 км для размещения инженерных коммуникаций; в северной части Мневниковской поймы будут созданы очистные сооружения.

## Транспорт
Север с югом поймы соединяются Северо-Западной хордой: от Нового Карамышевского моста до Крылатского моста; этот участок хорды называется Улица Нижние Мнёвники.

### Метро
2 станции метро линии БКЛ:
1. Мнёвники
2. Терехово

Возле обеих станций будут созданы ТПУ.
С завершением строительства двух автомобильных мостов, к доступным из поймы станциям метро добавятся ещё 2 станции Филёвской линии: «Фили» и «Багратионовская»; с открытием же велопешеходных мостов к ним добавятся «Филёвский парк» и «Пионерская».

### Наземный транспорт
| Номер          | Конечная 1        | Конечная 2            |
| -------------- | ----------------- | --------------------- |
| т19            | Крылатское        | Петровско-Разумовская |
| 271            | Крылатское        | Терехово              |
| 300 (экспресс) | Беловежская улица | Петровско-Разумовская |
| 324            | Крылатское        | Мнёвники              |
| 391            | Молодёжная        | Полежаевская          |

## В культуре
В юмористической песне В. Высоцкого «Мишка Шифман башковит…» есть строчка:
«Мишка также сообщил по дороге в Мнёвники»…
и далее:
«Мы побредём, паломники,
Чувства придавив!..
Хрена ли нам Мнёвники —
Едем, вон, в Тель-Авив!»…